# بدم بارد
بدم بارد (بالإنجليزية: In Cold Blood)‏ هي رواية للكاتب الأمريكي ترومان كابوت, نشرت عام 1966. تدور حول جريمة بشعة، راح ضحيتها هربرت كلاتر عام 1959. مزارع ثري من هولكومب. كانساس, هو وعائلته. حين علم كابوت بالحادثة قبل القبض على القتلة، قرر الذهاب لكانساس والكتابة عن القضية. مصطحباً صديقة طفولته وزميلته هاربر لي. معاً قاما بمحاورة المقيمين والمحققين في القضية ودوّنا الكثير من المسودات. تم القبض على القاتلين ريتشارد هكّوك وبيري سميث بعد ارتكاب الجريمة بزمن قصير. وقضى كابوت 6 سنوات يعمل على الكتاب. والذي يعتبر الأصل للرواية الوثائقية وارهاصة للحركة الصحافية الجديدة. رغم أن كتّأباً مثل رودولف والش ألّفوا في هذا المجال من قبل.
الحبكة تأخذ شكل قصة سيكولوجية معقدة حول شابين يرتكبا معاً قتلاً جماعياً. كذلك تدور الرواية حول حياتهما الخاصة وتأثير الحادثة على المجتمع الذي عاشا به.
وقد تم تحويل الرواية إلى فيلم عام 1967 من بطولة روبرت بلايك، وتم ترشيحها لأربعة جوائز أوسكار.

## الواقعة الأصلية
في 16 تشرين الثاني 1959 نشرت جريدة النيويورك تايمز التالي :

هولكومب. كانساس. 15 تشرين الثاني 1959. مزارع ثري وعائلته قتلوا بأعيرة نارية في منزلهم من مسافة قريبة، تم تقييدهم وتلثيمهم. لا آثار للمقاومة ولا شيء سُرق. وخطوط الهاتف قُطعت.

هذه المقالة القصيرة أثارت اهتمام كابوت ليسافر إلى كانساس ويحقق بنفسه في الجريمة. كتب كابوت 8000 مسودة. وبعد القبض على المتهمين . أجرى تحقيقاً شخصياً معهما. ولم يكتمل الكتاب إلا بعد اعدام القاتلين.

## النشر
نشرت «بدم بارد» لأول مرة كسلسلة من أربعة أجزاء في مجلة النيويوركر. بدءاً من 25 أيلول 1965. والعمل نال شعبية سريعة خاصة في كانساس. وتم نشرها ككتاب لأول مرة بواسطة دار راندم هاوس للنشر في كانون الثاني 1966.

## بحث كابوتي
أصبح كابوتي مهتمًا بجرائم القتل بعد قراءته عنها في صحيفة نيويورك تايمز. أحضر صديقة طفولته نيل هاربر لي (التي فازت لاحقًا بجائزة بوليتزر للرواية عن روايتها «أن تقتل طائرًا بريئًا») للمساعدة في كسب ثقة السكان المحليين في كانساس.
أجرى كابوتي بحثًا وافيًا من أجل الكتاب، إذ جمع في نهاية المطاف 8000 صفحة من الملاحظات. تضمنت أبحاثه أيضًا رسائل من صديق سميث في الجيش، دون كوليفان، الذي كان حاضرًا أثناء المحاكمة.
بعد العثور على المجرمين ومحاكمتهما وإدانتهما، أجرى كابوتي مقابلات شخصية مع كل من سميث وهيكوك. فُتِن كابوتي بسميث خاصةً؛ يُصوَّر في الكتاب على أنه الأكثر حساسية بين القاتليّن. لم يكتمل الكتاب إلا بعد إعدام سميث وهيكوك.
يرى التفسير البديل لاهتمام كابوتي أن النيويوركر قدّمت له قصة عائلة كلاتر كواحد من خياريّن لكتابة قصة؛ وكان الخيار الآخر متابعة عاملة نظافة من مانهاتن في جولاتها. يُفترض أن كابوتي اختار قصة عائلة كلاتر، معتقدًا أنها ستكون المهمة الأسهل. كتب كابوتي لاحقًا مقالًا عن متابعة عاملة النظافة بعنوان «عملُ يوم» وأدرج في كتابه «موسيقى من أجل الحرباوات».

### المصداقية
جلبت بدم بارد الكثير من الثناء لكابوتي من المجتمع الأدبي. لكنّ النقاد شككوا في مصداقيته، قائلين أن كابوتي غير الحقائق لتناسب القصة، وأضاف مشاهدًا لم تحدث، واصطنع الحوار. سجل فيليب ك. تومبكينز التضارب في سرد الوقائع في مجلة إسكواير عام 1966 بعد أن سافر إلى كانساس وتحدث مع بعض الأشخاص الذين قابلهم كابوتي. جوزفين ماير زوجة نائب عمدة فيني، ويندل ماير، نفت أنها سمعت سميث يبكي أو أنها أمسكت يده، كما وصف كابوتي. تشير بدم بارد إلى أن ماير وسميث أصبحا مُقرَبين، لكنها أخبرت تومبكينز أنها قضت وقتًا قصيرًا مع سميث ولم تتحدث معه كثيرًا. وخلص تومبكينز إلى:
لقد صنع كابوتي باختصار عملًا فنيًا. فسرد بأسلوبٍ جيدٍ جدًا قصة رعبٍ مروعة بطريقته الخاصة. ولكن رغم ذكاء جهوده في الدعاية الذاتية، ارتكب خطأً تكتيكيًا وأخلاقيًا على حد سواء سيؤذيه على المدى القصير. فبالإصرار على أن «كل كلمة» في كتابه صحيحة، جعل نفسه عرضةً لهؤلاء القراء الذين هم على استعداد لدراسة جدية مثل هذا الادعاء الشامل.
كما علق كاتب الجريمة الحقيقي جاك أولسن على الاختلاقات:
لقد اعترفت بالعمل بصفته عملًا فنيًا، لكنني أعرف التزييف عندما أراه ... اختلق كابوتي اقتباسات ومشاهد كاملة .... لقد حقق الكتاب ما يقرب من 6 ملايين دولار بنقود ستينيات القرن الماضي، ولم يرغب أحد في مجال النشر مناقشة أي شيء خاطئ مع رابح مثل هذا.
اقتُبِست انتقاداته في إسكواير، فرد عليها كابوتي قائلًا، «جاك أولسن غيور فقط».
هذا صحيح، بالطبع... كنتُ غيورًا - كل هذا المال؟ لقد كُلِفتُ بقضية عائلة كلاتر من قِبل هاربر آند رو حتى اكتشفنا أن كابوتي وابنة عمه هاربر لي [على حد قوله] كانا يعملان بالفعل على القضية في دودج سيتي منذ ستة أشهر... فعل هذا الكتاب شيئين. إذ جعل الكتابة عن الجريمة الحقيقية نوعًا أدبيًا مثيرًا للاهتمام، وناجحًا، وتجاريًا، ولكنه بدأ أيضًا عملية هدمها. أطلقت الصافرة بطريقتي الضعيفة. كنت قد نشرت فقط القليل من الكتب في ذلك الوقت، وبما أنه كان كتابًا رائعًا، فلا أحد يريد أن يسمع عنه.

## الترجمات العربية
- ترجمة:راتب شابوا، كلمات للنشر والتوزيع، الإمارات، 2018

## وصلات خارجية
- بدم بارد على موقع الموسوعة البريطانية (الإنجليزية)
- صفحة الرواية في موقع goodreads